# الین (نرم‌افزار)
الین (alien) یک برنامه کامپیوتری است که برای تبدیل بسته‌های نرم‌افزاری توزیع‌های لینوکس به یکدیگر مورد استفاده قرار می‌گیرد.

## قابلیتها
الین توانایی تبدیل انواع متداول بسته‌های نرم‌افزاری نظیر deb ,rpm , tgz ,slp را دارا می‌باشد.

## استفاده
یک مثال ساده از نحوه استفاده:
1. alien --to-rpm --scripts. /mypkg.deb

مثال بالا فایل mypkg.deb را به یک بسته rpm مخصوص لینوکس ردهت تبدیل می‌کند.

## گزینه‌ها
-i باعث می‌شود بسته بعد از تبدیل نصب شود.
-D باعث می‌شود بسته به فرمت دبیان تبدیل شود.